# Chiesa di Nostra Signora degli Angeli (Genova)
La Chiesa di Nostra Signora degli Angeli è sita nel quartiere di Voltri a Genova. Dall'8 dicembre 1970 è parrocchia. È adiacente a un convento dell'ordine dei Frati Minori che la reggono dalla sua fondazione.

## Storia
Nel 1462 alcuni frati francescani chiesero la possibilità di avere una zona di orti e vigneti ad est di Voltri. Grazie all'intermediazione del doge Ludovico Fregoso, i frati ottennero il terreno e vi costruirono un convento. Negli anni successivi venne costruita anche una chiesa, consacrata il 20 ottobre 1470 dal vescovo Paolo Fregoso, appartenente alla stessa famiglia.
Durante la pestilenza del XVII secolo che colpì anche Genova, l'edificio fu adibito a lazzaretto.

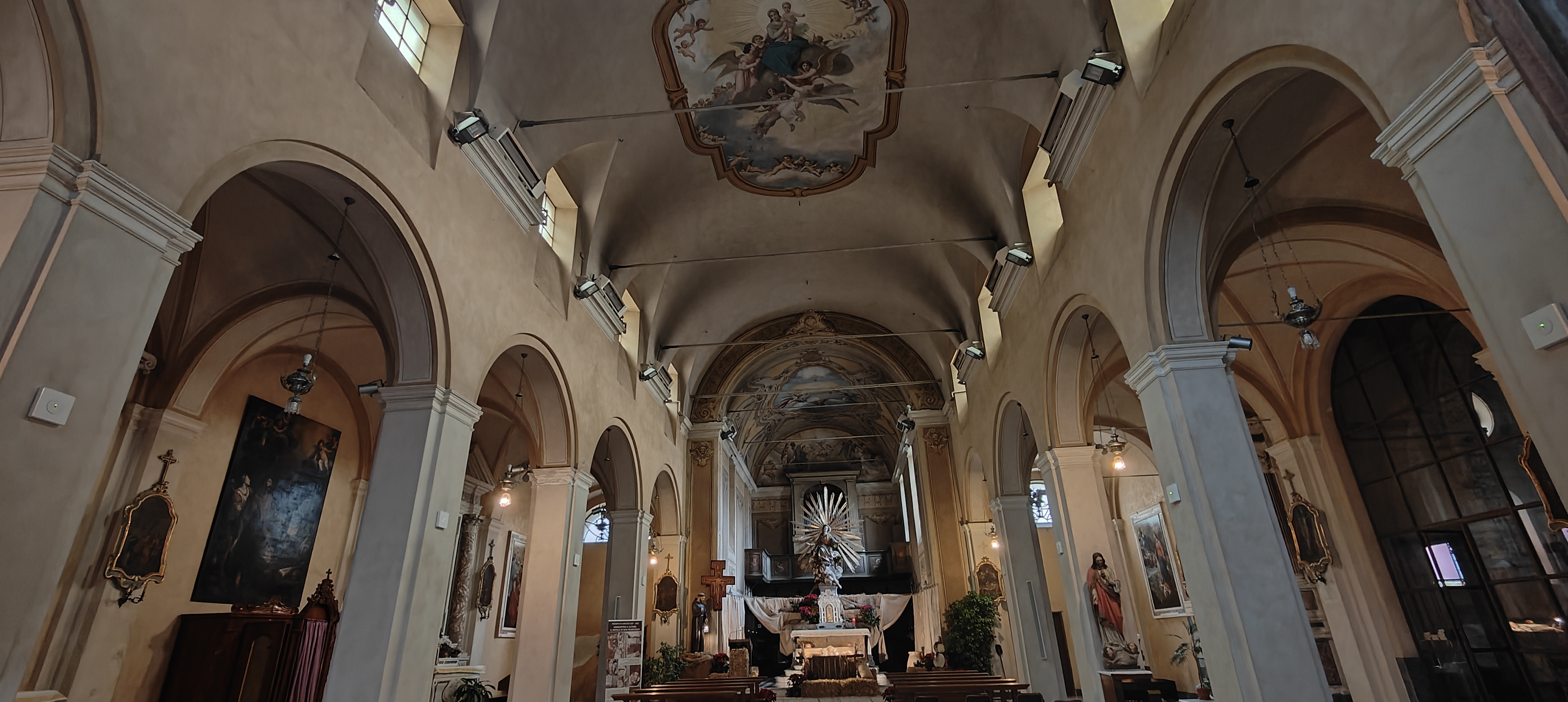
L'interno

Nel 1800 le truppe francesi alloggiarono nel convento. A causa della soppressione degli ordini religiosi voluta da Napoleone Bonaparte, i frati dovettero abbandonare il convento nel 1810 per poi rientrarne pienamente in possesso nel 1816 dopo la caduta di Bonaparte.